# Isomerida ibitira
Isomerida ibitira är en skalbaggsart som beskrevs av Martins och Maria Helena M. Galileo 1992. Isomerida ibitira ingår i släktet Isomerida och familjen långhorningar. Inga underarter finns listade i Catalogue of Life.